# Paramonacanthus frenatus
Paramonacanthus frenatus es una especie de peces de la familia Monacanthidae en el orden de los Tetraodontiformes.

## Morfología
- Los machos pueden llegar alcanzar los 8,7 cm de longitud total.
- Número de  vértebras: 19.[1][2]

## Hábitat
Es un pez de mar y de clima subtropical y demersal.

## Distribución geográfica
Se encuentra desde Mombasa (Kenia) hasta Durban (Sudáfrica ).

## Observaciones
Es inofensivo para los humanos.